# Peebles
Pour les articles homonymes, voir Peebles (homonymie).
Peebles est un burgh royal d'Écosse, situé dans le council area des Scottish Borders et dans la région de lieutenance de Tweeddale. De 1975 à 1996, elle était la capitale administrative du district de Roxburgh, au sein de la région des Borders. Elle est située sur le Tweed. Lors du recensement de 2001, elle comptait 8 159 habitants.
Le club de football Peebles Rovers est basé dans la ville.

## Localisation
Peebles est situé à la confluence du Tweed et de l'Eddleston Water. Le Tweed coule d'ouest en est et l'Eddleston vient du nord, et prend la direction du sud-ouest moins de 300 mètres avant la confluence. Cette courbe démarque une parcelle triangulaire ouverte à l'est et délimitée par les cours d'eau au nord et au sud.

## Jumelage
Hendaye (France)

## Personnalités
Eric Bogle, chanteur australien d'origine écossaise, est né à Peebles en 1944.